# Utan facit
Utan facit: kolumner och kommentarer under tiden är en bok av författaren Göran Rosenberg från 2006. I boken finner man ett urval av cirka fyrtio artiklar med rubriker som Kriget, Freden, Arbetet, Politiken och Kärleken. Han diskuterar bland annat om Irakkriget och EU-utvidgningen.